# Mateo Martinic
Mateo Martinić Beroš (Punta Arenas, 20 ottobre 1931) è uno storico, politico e avvocato cileno.
Si è interessato della storia della Regione di Magellano e dell'Antartide Cilena. Ha studiato presso l'Università del Cile nel 1953 e ha studiato pedagogia per breve tempo prima di passare a studiare legge e poi ha continuato i suoi studi di legge presso la Pontificia università cattolica del Cile. Alla fine è diventato un avvocato nel 1983. Dal 1964 al 1970 ha lavorato come intendente della Regione di Magellano.

## Biografia
È nato a Punta Arenas nel 1931 in una famiglia della comunità croata di Magellano. Entrò all'Università del Cile per studiare giurisprudenza tra il 1953 e il 1954, proseguendo questi studi presso la Pontificia Universidad Católica de Chile tra il 1960 e il 1962. Tuttavia, durante questo periodo lavorò principalmente come funzionario pubblico, venendo nominato sindaco di Magallanes tra il 1964 e il 1970, sotto il governo di Eduardo Frei Montalva.
Nel 1969, sotto la sua amministrazione regionale, ha creato l'Istituto della Patagonia, come primo centro di ricerca finalizzato allo sviluppo delle scienze naturali e sociali nel territorio di Magallanes. Dal 1971, con la pubblicazione di "Presencia de Chile en la Patagonia Austral: 1843-1879", ha iniziato una prolifica carriera come storico regionale, ottenendo anche il diploma di Bachelor of Law e il titolo di Avvocato nel 1983. Da allora, ha dedicato la sua vita alla ricerca e alla divulgazione della storia, della geografia e del patrimonio culturale e naturale della regione di Magallanes e dell'Antartide cilena, nonché di quelli della regione di Aysén del generale Carlos Ibáñez del Campo
Professore Emerito dell'Università di Magallanes, di cui è Dottore Honoris Causa (2001), ha anche creato il Museo della Memoria, la Rivista Magallania (2003), ex Serie di Scienze Umane degli Annali dell'Istituto di Patagonia (1970) e il Centro per lo Studio dell'Uomo del Sud. Le sue pubblicazioni superano le cinquecento (2012), tra cui la sua Storia della Regione Magallanica, originariamente pubblicata nel 1992 e ripubblicata nel 2006 dall'Università di Magallanes. Il suo lavoro è la prima gestione per la dichiarazione della maggior parte dei Monumenti Nazionali della Regione di Magallanes e dell'Antartide cilena.

## Libri
- Presencia de Chile en la Patagonia Austral: 1843-1879 (1971)
- Magallanes, síntesis de tierra y gentes (1972)
- Crónica de las tierras del sur del canal Beagle (1974) y (2005) (segunda edición revisada y aumentada)
- Origen y desarrollo de Punta Arenas entre 1848-1898 (1974)
- Recorriendo Magallanes Antiguo con Theodor Ohlsen (1975) y (2005)
- Historia del Estrecho de Magallanes (1977)
- La inmigración yugoeslava en Magallanes (1978)
- Los alemanes en Magallanes (1981)
- La Tierra de los Fuegos: historia, geografía, sociedad, economía (1982) y (2009)
- Última Esperanza en el tiempo (1983) y (2000)
- Magallanes de antaño (1985)
- Nogueira: el pionero (1986)
- Punta Arenas en su primer medio siglo: 1848-1898 (1988)
- Magallanes 1921-1952: inquietud y crisis (1988)
- Historia de la Región Magallánica (1992) y (2006) (segunda edición revisada y aumentada)
- Historia del petróleo en Magallanes (1993)
- Los aónikenk: historia y cultura (1995)
- Faros del Estrecho de Magallanes (coautorado con Julio Fernández Mallo) (1996)
- Punta Arenas sesquicentenaria (1848-1998): una visión de su evaluación de década en década (1999)
- La inmigración croata en Magallanes (1999)
- Cartografía Magallánica: 1523-1945 (1999)
- Rey Don Felipe. Acontecimientos históricos (2000)
- Menéndez y Braun: prohombres patagónicos (2001)
- Marinos de a caballo: exploraciones terrestres de la Armada de Chile en la Patagonia Austral y la Tierra del Fuego. 1877-1897 (2002)
- Río Verde: su historia y su gente (coautorado con Alfredo Prieto, Manuel Arroyo y Rodrigo Cárdenas) (2002) y (2011)
- Estrecho de Magallanes: puerta de Chile (coautorado con Mónica Oportot) (2003)
- Mujeres magallánicas (2003)
- Archipiélago Patagónico: la última frontera (2004)
- De la Trapananda al Áysen (2005)
- Los alemanes en la Patagonia Chilena (2005)
- Los británicos en la Región Magallánica (2007)
- Las comunicaciones a distancia en Magallanes: su evolución a lo largo del tiempo (coautorado con Claudio Buratovic) (2007)
- Plüschow y Dreblow: águilas alemanas en el cielo austral (2008)
- La medicina en Magallanes (2009)
- El carbón en Magallanes: historia y futuro (2010)
- Palacio Sara Braun: ícono patrimonial de Punta Arenas (coautorado con Dante Baeriswyl) (2010)
- Monseñor Giacomini: paladín de magallanidad (2011)
- El occidente fueguino: todavía una incógnita (2011)
- A la hora del crepúsculo: recuerdos de un hombre común (2011)
- Bio-bibliografía (2011)
- Testimonios de Magallanes: miradas entrecruzadas (coautorado con Patricia Arancibia Clavel) (2012)

## Toponimistica
- Lago Mateo Martinic Cordillera Darwin, Tierra del Fuego  Expedición Neozelandesa a la Tierra del Fuego 1971-72 Homologado por el Instituto Geográfico Militar Carta Nacional de Chile escala 1:500.000, Hoja “Punta Arenas” 5300-6800, edición 1975 (1971).
- Cerro Martinic (Southern Patagonian Ice Field, sector SE) Expedición Francesa Andes de Patagonie 1982-83 Enfer Blanc de Patagonie (Editions Fernand Nathan, Paris, 1985).
- Isla Martinic (Murray Channel, Puerto Corriente) Servicio Hidrografía y Oceanografía de la Armada de Chile. Resolución SHOA Ordinario N°13.042/7/30/VRS de 17-XI-2008 y Carta N°13123 "Puerto Corriente", escala 1:15.000, edición diciembre 2008.